# Mas de l'Estanc
El Mas de l'Estanc és una masia de Tortosa (Baix Ebre) inclosa a l'Inventari del Patrimoni Arquitectònic de Catalunya.

## Descripció
La propietat és dins el terme municipal de Tortosa, a la partida i barri de Vinallop i situada a la vora de la carretera de Tortosa a Santa Bàrbara, al km 183.
Es pot considerar l'exemple del tipus d'habitatge i nucli d'explotació agrícola propi del poblament dispers de Vinallop. Consta d'una edificació exempta al voltant de la qual s'estructuren les terres de regadiu al pla i les de secà, oliveres majoritàriament, al muntanyenc. Les primeres, regades originalment amb l'aigua d'una sínia que encara es conserva, però com el sistema d'extracció és mecànic, la sínia ja no s'utilitza. Actualment forma part també de la propietat una edificació vora la muntanya que conformava, en principi, una masada independent, i que ara s'utilitza com a magatzems, havent estat reformada en part. L'edifici principal és utilitzat com a habitatge. Conforma un cos de planta rectangular i teulada a doble vessant, amb carener perpendicular a la façana. El vessant esquerre és més llarga i té perfil trencat, fenomen freqüent en aquestes tipologies. Als murs s'hi obren poques finestres, rectangulars, la majoria centrades al mur de façana, orientada a l'oest per evitar el vent. A l'extrem esquerre hi ha adossat un cos auxiliar cobert amb un vessant utilitzant com a rafal o magatzem.
L'habitatge annexionat posteriorment a la propietat presentava en origen una planta també rectangular formada per dos cossos adossats, un de tres nivells, cobert a doble vessant, i un altre d'una sola planta, cobert a un vessant. Resulten força interessants des del punt de vista arquitectònic les margenades que presenta la propietat en el sector muntanyenc. Són força altes i fetes amb pedra seca, sense morter. Presenten fins i tot lloses encastades en el mur conformant escales per salvar els desnivells més pronunciats.

## Història
Conegut com a "Mas de l'Estanc" perquè funcionava com a tal fins fa poc, actualment el propietari conrea la finca a temps parcial, ja que treballa a Tortosa.